# Łodygowice
Łodygowice is een dorp in de Poolse woiwodschap Silezië. De plaats maakt deel uit van de gemeente Łodygowice en telt 6600 inwoners.

## Verkeer en vervoer
- Station Łodygowice